# 鳥谷コウ
鳥谷 コウ（とりや コウ）は、日本の漫画家。主にライトなボーイズラブを描いている。

## 作品

### 連載
- 『佐原先生と土岐くん』（2019年）[1]
- 『浅春観測』（2020年）
- 『人狼兄弟を拾った吸血鬼の話』（2023年）
- 『斜陽に恋う』（2024年）
- 『波を辿った先に』（2024年）

### 読み切り
- 「笑顔をみせて」（2020年） - 『今日、アイツ（♂）にキュンとしてしまいました…!!』所収
- 「寒い日。」（2022年） - 『佐々木と宮野 公式アンソロジーコミック』所収